# Maruina tobagensis
Maruina tobagensis és una espècie d'insecte dípter pertanyent a la família dels psicòdids que es troba a Amèrica: l'illa de Tobago.